# 叶蓉
叶蓉（1971年5月29日—），四川成都人，现为上海文广新闻传媒集团属下东方卫视频道的新闻首席主播、和上海电视台第一财经频道《财富人生》主持。

## 专业经历
- 财经类访谈节目《财富人生》
- 东方卫视《东方新闻》
- 东方卫视《直播上海》
- 东方卫视、凤凰卫视《前进上海》
- 上海卫视《上海卫视新闻》
- 东方电视台《东视新闻60分》
- 东方电视台《东视财经》

## 专业成就
- 2006年，全国播音主持金话筒奖。“金话筒奖”是中国广播电视播音主持界唯一的国家级奖项，2006年是第六届。
- 2004年，主持的《财富人生》与中央电视台的《经济半小时》、《对话》共同入选由人民网组织评选的“中国十大财经电视节目”。
- 2003年，根据《财富人生》节目精选出版的同名图书，列“《中华读书报》年度中国十大畅销书”。至今已出版六本同名系列书籍，总销量达25万册。
- 2000年，中国广播电视学会主持和播音作品一等奖。上海市广播电视局第一批首席主播。

## 外部連結
- 第一财经主持人个人博客